# NASCAR AutoZone Elite Division, Northwest Series
Die NASCAR AutoZone Elite Division, Northwest Series ist eine ehemalige Amateur-Motorsportserie der NASCAR, die von 1985 bis 2006 existierte und ihre Rennen im Nordwesten der USA sowie vereinzelt auch in Kanada fuhr.

## Geschichte
Die für Late Model- und später für Super Late Model-Wagen ausgerichtete Serie wurde im Jahre 1985 gegründet. Sie firmierte im Laufe ihrer Geschichte unter verschiedenen Serientiteln. Von 1985 bis 1986 trug sie die Bezeichnung NASCAR Northwest Tour (1985–1986), die sich in den Folgejahren in NASCAR Winston Northwest Tour (1987–1994), NASCAR REB-CO Northwest Tour (1995–1997) und NASCAR Raybestos Northwest Series (1998–2003) änderte. Erst in den letzten 3 Jahren firmierte sie unter ihrer letzten Bezeichnung NASCAR AutoZone Elite Division, Northwest Series (2004–2006).
Die Serie veranstaltete Rennen in den nordamerikanischen Bundesstaaten Washington, Idaho, Oregon, Montana und einige Rennen in Kanada. Insgesamt besuchte man 16 verschiedene Short Track-Ovale und 2 Straßenkurse. Im Laufe der 22-jährigen Geschichte der Serie wurden 312 Rennen ausgetragen, an denen 481 verschiedene Fahrer teilnahmen. Erfolgreichster Pilot der Serie war Garrett Evans, dem zwischen 1985 und 2000 4 Titel und 49 Siege gelangen.

## Serienende
Am Ende des Jahres 2006 wurde die Serie zusammen mit der NASCAR AutoZone Elite Division, Midwest Series, der NASCAR AutoZone Elite Division, Southwest Series und der NASCAR AutoZone Elite Division, Southeast Series im Zuge der Umgestaltung der Regionalserien der NASCAR aufgelöst. Ein Teil der Rennen und Fahrer ging in die ARCA Menards Series West (damals noch als NASCAR West Series bzw. NASCAR Camping World West Series bekannt) über, die nun neben der ARCA Menards Series East als höchste regionale Unterserie der landesweit ausgetragenen NASCAR-Top-Serien fungiert.

## Champions der Serie (1999–2006)
| Jahr | Meister        | Most popular Driver | Rookie of the Year  |
| ---- | -------------- | ------------------- | ------------------- |
| 1985 | Garrett Evans  |                     |                     |
| 1986 | Ron Eaton      |                     | Tobey Butler        |
| 1987 | Tobey Butler   |                     | Jerry Bowers        |
| 1988 | Ron Eaton      |                     | Perry Chappelle     |
| 1989 | Garrett Evans  |                     | Pete Nash           |
| 1990 | John Dillon    |                     | Hershel McGriff Jr. |
| 1991 | Monte English  |                     | Mike Ramsey         |
| 1992 | Dirk Stephens  |                     | Kevin Quesnell      |
| 1993 | Kirk Rogers    | Dan Press           | Tom Sweatman        |
| 1994 | Garrett Evans  | Ernie Cope          | Chris Cunningham    |
| 1995 | Ron Eaton      | Ron Eaton           | Roger Habich        |
| 1996 | Kelly Tanner   | Garrett Evans       | Marc Groskreutz     |
| 1997 | Kelly Tanner   | Greg Biffle         | Jeff Bird           |
| 1998 | Gary Lewis     | Kenny Rich          | Wilbur Bruce        |
| 1999 | Pete Harding   | Wilbur Bruce        | Joe Benedetti       |
| 2000 | Garrett Evans  | Garrett Evans       | Gaylon Stewart      |
| 2001 | Kevin Hamlin   | Kevin Hamlin        | John Bender         |
| 2002 | Kevin Hamlin   | Joe Benedetti       | Kelly Mann          |
| 2003 | Jeff Jefferson | Kevin Hamlin        | Jason Jefferson     |
| 2004 | Jeff Jefferson | Garrett Evans       | Travis Bennett      |
| 2005 | Jeff Jefferson | Jeff Jefferson      | Jeff Barkshire      |
| 2006 | Gary Lewis     | Garrett Evans       | Shane Mitchell      |